# Сун Менахем
Сун Менахем (івр. סאן מנחם, нар. 7 вересня 1993, Тель-Авів) — ізраїльський футболіст, захисник клубу «Маккабі» (Хайфа).
Виступав, зокрема, за клуби «Хапоель» (Рамат-га-Шарон) та «Маккабі» (Хайфа), а також національну збірну Ізраїлю.

## Клубна кар'єра
Народився 7 вересня 1993 року в місті Тель-Авів.
У дорослому футболі дебютував 2013 року виступами за команду «Хапоель» (Рамат-га-Шарон), у якій провів два сезони, взявши участь у 35 матчах чемпіонату. 
Своєю грою за цю команду привернув увагу представників тренерського штабу клубу «Маккабі» (Хайфа), до складу якого приєднався 2015 року. Відіграв за хайфську команду наступні два сезони своєї ігрової кар'єри.
Протягом 2017—2018 років захищав кольори клубу «Хапоель» (Кір'ят-Шмона).
До складу клубу «Маккабі» (Хайфа) приєднався 2018 року. Станом на 22 січня 2021 року відіграв за хайфську команду 70 матчів в національному чемпіонаті.

## Виступи за збірну
У 2019 році дебютував в офіційних матчах у складі національної збірної Ізраїлю.

## Титули і досягнення
- Володар Кубка Ізраїлю (1):

Маккабі (Хайфа): 2015-16
- Чемпіон Ізраїлю (3):

Маккабі (Хайфа): 2020-21, 2021-22, 2022–23
- Володар Суперкубка Ізраїлю (1):

Маккабі (Хайфа): 2021
- Володар Кубка Тото (1):

Маккабі (Хайфа): 2021
| Дата       | Місто     | Господарі          | Результат | Гості     | Турнір                               | Голи | Примітки |
| ---------- | --------- | ------------------ | --------- | --------- | ------------------------------------ | ---- | -------- |
| 15-10-2019 | Беер-Шева | Ізраїль            | 3 – 1     | Латвія    | Відбір до ЧЄ 2020                    | -    | 79'      |
| 16-11-2019 | Хайфа     | Ізраїль            | 1 – 2     | Польща    | Відбір до ЧЄ 2020                    | -    | 65'      |
| 19-11-2019 | Скоп'є    | Північна Македонія | 1 – 0     | Ізраїль   | Відбір до ЧЄ 2020                    | -    | 82'      |
| 11-10-2020 | Хайфа     | Ізраїль            | 1 – 2     | Чехія     | Ліга націй УЄФА 2020-2021 - 1-й етап | -    | 46'      |
| 15-11-2020 | Пльзень   | Чехія              | 1 – 0     | Ізраїль   | Ліга націй УЄФА 2020-2021 - 1-й етап | -    | 46'      |
| 18-11-2020 | Нетанья   | Ізраїль            | 1 – 0     | Шотландія | Ліга націй УЄФА 2020-2021 - 1-й етап | -    |          |
| Усього     |           | Матчів             | 6         |           | Голів                                | 0    |          |